# Junicode
A Junicode (kibontva Junius-Unicode) egy szabad unicode betűkép középkorászoknak. Tervezője Peter S. Baker a Virginia Egyetemről. Stílusában nagyon hasonlít a 18. századi betűképekhez, mint például a Caslon. A római betűk a Clarendon Press által a 17. században használt fontokon alapulnak, a görög betűk alapja pedig a 18. századi Greek Double Pica. A Junicode tartalmazza az európai középkori szövegek karaktereit, a következő unicode tartományokban:
- Latin ábécé (ASCII) (0000–007F)
- Latin 1 kiegészítés (00A0–00FF)
- Latin kiterjesztett A (0100–017F)
- Latin kiterjesztett B (0180–024F)
- IPA kiterjesztések (0250–02AF)
- Távolságmódosító jelek (02B0–02FF)
- Kombinálható diakritikus jelek (0300–036F)
- Görög (0370–03FF)
- Rúnák (16A0–16FF)
- Fonetikus kiterjesztések (1D00–1D6F)
- További latin kiterjesztett (1E00–1EFF)
- Általános központozás (2000–206F)
- Felső és alsó indexek (2070–209F)
- Valutaszimbólumok (20A0–20CF)
- Betűszerű szimbólumok (2100–214F)
- Matematikai műveleti jelek (2200–22FF)
- Egyéb műszaki karakterek (2300–23FF)
- Keretes számok és betűk (2460–24FF)
- Geometriai alakzatok (25A0–25FF)
- Jelek (2700–27BF)
- Saját használatú karakterek (F100–F1A6)

A Junicode részben támogatja a Középkori Unicode Font Kezdeményezést, és elérhető normál, dőlt, félkövér és félkövér dőlt változatokban.

## Fordítás
- Ez a szócikk részben vagy egészben a Junicode című angol Wikipédia-szócikk fordításán alapul.  Az eredeti cikk szerkesztőit annak laptörténete sorolja fel. Ez a jelzés csupán a megfogalmazás eredetét és a szerzői jogokat jelzi, nem szolgál a cikkben szereplő információk forrásmegjelöléseként.

## Külső hivatkozások
- Junicode hivatalos projekt oldal (angolul)
- Középkori Unicode Font Kezdeményezés (MUFI) (angolul)
- Debian Junicode font csomag (angolul)
- Hivatalos fejlesztői repozitórium